# Amos Youga
Amos Youga, né le 8 décembre 1992 à Villeurbanne, est un footballeur international centrafricain, évoluant au poste de milieu récupérateur ou de défenseur central au Debreceni VSC. Il est le frère cadet de Kelly Youga et l'oncle de Willem Geubbels.

## Biographie

### Carrière en club
Passé à l'AS Villeurbanne, Bourgoin-Jallieu et l'AS Saint-Priest en CFA 2, Amos Youga retourne ensuite à Lyon où il n'avait pas été conservé plus jeune. Il s'engage avec la réserve de l'Olympique lyonnais alors en CFA en 2012 et y joue durant deux saisons. Lors de son passage à Saint-Priest, il travaillait également en tant que facteur pour parvenir à joindre les deux bouts financièrement.  
En 2013, il monte encore d'un niveau en rejoignant la Bretagne et le club de Vannes OC en National. Fort d'une belle saison, il est repéré par les recruteurs du Gazélec Ajaccio et signe durant l'été 2014 son premier contrat professionnel d'une durée d'un an avec le club corse. Titulaire à 32 reprises en championnat, il est un acteur majeur de la montée du club corse en Ligue 1 et est alors prolongé. Titulaire, il dispute son premier match dans l'élite française le 8 août 2015 face à Troyes (0-0).

### Carrière internationale
Amos fait ses débuts avec les Fauves du Bas-Oubangui de la sélection de la République centrafricaine le 15 juin 2013 contre le Botswana lors des éliminatoires de la Coupe du monde 2014
. Il compte actuellement quatre sélections.

## Statistiques
| Saison                | Club                  | Championnat           | Championnat | Championnat | Coupe nationale | Coupe nationale | Coupe de la Ligue | Coupe de la Ligue | Rép. centrafricaine | Rép. centrafricaine | Total | Total |
| Saison                | Club                  | Division              | M.          | B.          | M.              | B.              | M.                | B.                | M.                  | B.                  | M.    | B.    |
| 2013-2014             | Vannes OC             | National              | 28          | 1           | 4               | 0               | -                 | -                 | 1                   | 0                   | 33    | 1     |
| 2014-2015             | GFC Ajaccio           | Ligue 2               | 32          | 2           | 1               | 0               | 1                 | 0                 | -                   | -                   | 34    | 2     |
| 2015-2016             | GFC Ajaccio           | Ligue 1               | 18          | 0           | 3               | 0               | 1                 | 0                 | 2                   | 0                   | 24    | 0     |
| 2016-2017             | GFC Ajaccio           | Ligue 2               | 23          | 2           | 2               | 0               | -                 | -                 | 3                   | 0                   | 28    | 2     |
| 2017-2018             | Le Havre AC           | Ligue 2               | 32          | 0           | -               | -               | 1                 | 0                 | -                   | -                   | 33    | 0     |
| Total sur la carrière | Total sur la carrière | Total sur la carrière | 111         | 5           | 10              | 0               | 3                 | 0                 | 6                   | 0                   | 130   | 5     |

## Palmarès
- Championnat de France Amateur (1)
  - Champion du groupe B : 2012

- - Coupe de Bulgarie (1) :
    - Vainqueur en 2020-21
    - Finaliste en 2021-22